# Avenida Presidente Sebastián Piñera Echenique
La avenida Presidente Sebastián Piñera Echenique (anteriormente llamada Avenida Cuarto Centenario) es una vía oblicua que cruza el oriente de la ciudad de Santiago de Chile.

## Descripción
Comienza como continuación de la Avenida Alonso de Córdova hacia el sur, al cruzar el eje de la Avenida Apoquindo, en el nudo vial que comprende el Colegio Compañía de María de Apoquindo y el Centro comercial Apumanque. Tras unas pocas cuadras se encuentra con la Avenida Hernando de Magallanes, para posteriormente llegar al sector de la Rotonda Atenas.
Tras la rotonda, la avenida continúa por un sector residencial tradicional de la comuna con comercio a nivel barrial, conjuntos de departamentos y una iglesia. Finalmente, finaliza en la Avenida Francisco Bilbao, arteria con la que logró la intersección recién a inicios de la década de los 2000 con la apertura del Mall Portal La Reina.
El 8 de febrero de 2024 la alcaldesa de Las Condes Daniela Peñaloza propuso renombrar la arteria vial como Avenida Presidente Sebastián Piñera ante la reciente muerte del exmandatario, siendo aprobado por el Concejo Municipal de Las Condes en votación dividida el día 7 de marzo de 2024. El cambio de nombre de la avenida se hizo oficial el 30 de marzo de 2024.